# Salix × finnmarchica
Salix × finnmarchica je kříženec dvou druhů vrb, vrby borůvkovité a vrby plazivé. Vyskytuje se přirozeně ve Skandinávii a je pěstován i v České republice jako okrasná a pokryvná dřevina.

## Původ
Vrba Salix × finnmarchica je kříženec dvou nízkých druhů vrb: vrby borůvkovité (Salix myrtilloides) a vrby plazivé (Salix repens). Kříženec se přirozeně vyskytuje ve Skandinávii a byl popsán Willdenowem již v roce 1811.

## Označení
Druh je v některých zdrojích uváděn jako Salix × finmarchica (s jednoduchým n). Alternativním označením je Salix myrtilloides × repens.
Patrně není obecně rozeznávána fytopatology jako samostatný druh, EPPO kód není určen. České jméno není uváděno.

## Popis
Salix × finnmarchica je 20–30 cm vysoký keř. Kvetení je poměrně výrazné, jehnědy se objevují v březnu až dubnu. Větve jsou tenké, vzpřímené s hladkou hnědou borkou. Listy jsou zpočátku hustě plstnaté, úzce eliptické až podlouhlé.

## Použití
Rostliny lze použít v ČR jako okrasné rostliny. Jsou vhodné pro skupiny výsadeb i pro trvalkové záhony. Patří mezi vhodné půdokryvné dřeviny.

## Pěstování
Preferuje slunečné polohy, snese polostín, vhodné jsou vlhké půdy. Snáší exhalace. Dobře snáší řez. Původní druh se přirozeně rozmnožuje se semeny, kultivary a pěstované rostliny jsou množeny řízkováním bylinnými, nebo dřevitými řízky. Někdy je roubován na bujněji vzrůstné druhy a tvoří stromovité tvary s nepravidelně převisající korunou.